# Хаю-Кута
Хаю-Кута (исп. Jayu Quta) (Аймара jayu соль, quta озеро, «солёное озеро», другие написания: исп. Jayo Khota, Jayu Khota, Jayu Kkota) — частично наполненный водой маар в Альтиплано (Боливия), к северу от солончака Уюни и к востоку от озера Койпаса. Он находится в департаменте Оруро, провинция Ладислао-Кабрера, муниципалитет Salinas de Garci Mendoza, Villa Esperanza Canton. Изначально ошибочно считалось, что это кратер от падения метеорита.
Меньший по размеру маар, названный Ники-Кута («грязевое озеро», Nekhe Khota, Nekhe Kkota), расположен к юго-западу от Хаю-Кута.
Вулканическая активность фреатомагматической природы сформировала маары, вероятно, в голоцене. В ходе этой деятельности были выброшены базальт-трахиандезитовые породы, в том числе ксенолиты, состоящие из гранита. Эти маары принадлежат к группе вулканических центров в Альтиплано. Эти центры в основном состоят из лавовых потоков трахиандезитового и дацитового состава.
Маары, похоже, образуют линеамент с Чияр-Кулью. Однако, исходя из соотношений изотопов свинца и геохимии, продукты извержения мааров не имеют никакого сходства с ними в Чияр-Кулью.